# Antonio Ciano
Antonio Ciano (Ercolano, 9 aprile 1981) è un judoka italiano attualmente in forza al gruppo sportivo delle Fiamme Gialle.

## Biografia
Ha iniziato a fare judo a pochi passi da casa sua, ad Ercolano, presso la palestra "Il Granellino" sotto la guida del maestro Ciro Recalina.
Successivamente passò ad allenarsi nella palestra "Star Judo Club" a Scampia, sotto la guida del maestro Gianni Maddaloni, prima di passare alle Fiamme Gialle dove è tuttora tesserato.

## Carriera

### Inizi
Tra i primi successi in età giovanile si ricordano il terzo posto agli Assoluti Under 20 nel 1999 ad Ostia, seguito dal secondo posto l'anno successivo a Livorno; nel 2002 un prestigioso secondo posto al Tre Torri Tournament di Corridonia, seguito da un terzo posto al Trofeo Tarcento. Il 2003 è stato il suo ultimo anno nella categoria sotto i 73 kg, chiuso con un terzo posto agli Assoluti di Bergamo ed un terzo posto al Tre Torri Tournament di Corridonia.

### 2004-2009
Il 2004 è l'anno del suo debutto nella nuova categoria di peso che si apre e chiude con un secondo posto al Tre Torri Tournament di Corridonia.
Il 2005 è l'anno del suo debutto sulla scena internazionale che si apre con la vittoria nella Super World Cup di Amburgo il 20 febbraio, cui fa seguito un mese dopo l'argento alla World Cup di Roma ed un bronzo agli Assoluti di Genova; chiude l'anno con la vittoria al Tre Torri Tournament di Corridonia.
Nel 2006 arrivano numerosi risultati importanti nei tornei internazionali con la Nazionale Italiana: a Tbilisi raggiunge il gradino più basso del podio, mentre ad Amburgo non riesce a bissare il successo dell'anno precedente e vede sfumare di un soffio il terzo posto. A Nabeul arriva un importante secondo posto, mentre sul suolo italiano arrivano i due successi stagionali, ottenuti agli Assoluti di Pesaro ed al Tre Torri Tournament di Corridonia. Ai mondiali militari di Vinkovci arrivano invece un oro individuale ed il bronzo a squadre. Il bronzo in Corea del Sud a Jeju chiude la sua brillante stagione.
L'anno pre-olimpico lo vede partire con un trimestre di ritardo, ma dal mese di aprile Ciano diventa un rullo compressore: in appena 50 giorni ottiene la vittoria all'International Tournament di Nabeul in Tunisia, un terzo posto nella tappa di World Cup a Roma, un podio svanito di un soffio in Super World Cup a Mosca ed un secondo posto sempre in World Cup a Bucarest, al quale fanno seguito la vittoria in World Cup a Birmingham, il bronzo ai mondiali militari di Hyderabad, il trionfo agli Assoluti di Monza ed al torneo Pre-Olimpico di Pechino.
Sfumata la partecipazione a Pechino 2008, Ciano ottiene un terzo posto agli Assoluti di Genova; il gradino più basso del podio arriva anche in Germania all'European Open di Braunschweig.
Il 2009 è l'anno dove ottiene i risultati più importanti in ambito internazionale: dopo una fugace esperienza nella categoria 90 kg al torneo di Vittorio Veneto chiusa con un terzo posto, ritorna negli 81 kg dove ottiene il quarto titolo italiano agli Assoluti. A Tbilisi invece arriva l'argento agli europei Archiviato il 6 giugno 2014 in Internet Archive. seguito dal trionfo in World Cup a Tallinn ed il bronzo ai Giochi del Mediterraneo di Pescara 2009. Una sfortunata finalina gli nega il bronzo ai Mondiali di Rotterdam.

### 2010-2014
La stagione si apre con un quinto posto al World Masters di Suwon, mentre agli Assoluti a Ravenna arriva l'ennesimo trionfo, questa volta nei 90 kg; il podio sfuma di poco sia a San Paolo che a Mosca rispettivamente in World Cup e Grand Slam, ma arrivano in chiusura di stagione due terzi posti a Roma e Rotterdam in World Cup e Grand Prix. Con la Nazionale inoltre arriva il quinto posto nella competizione a squadre agli Europei di Vienna.
Il settimo posto agli Europei di Istanbul apre la stagione che prosegue con un quinto posto al Grand Prix di Baku, mentre ritorna al successo in World Cup a San Salvador. Liverpool e ancora Baku archiviano l'annata in World Cup rispettivamente con un quinto ed un terzo posto, mentre a Qingdao nel Grand Prix arriva un altro quinto posto.
L'anno della verità per Ciano si apre con un quinto posto alla World Cup di Tbilisi, prima dell'exploit al Grand Slam di Parigi dove viene sconfitto soltanto in finale dal tedesco Ole Bischof: il risultato gli consente di qualificarsi alle Olimpiadi di Londra 2012 dove viene eliminato al secondo turno ancora una volta da Bischof.
Dopo un anno segnato da alcuni problemi fisici alla schiena e con molte voci su un suo possibile ritiro, Ciano scende in campo da fuori quota in due tappe della Bundesliga, il campionato a squadre tedesco, ottenendo quattro vittorie su altrettanti incontri.
Il 2014 segna il suo rientro sulla scena internazionale: all'European Open di Oberwart arriva l'ennesimo quinto posto, poi dopo la vittoria al Torneo Internazionale di Vittorio Veneto nella categoria 90 kg, ha partecipato agli Europei di Montpellier classificandosi settimo. All'European Open di Madrid ritorna dopo tre anni sul gradino più alto del podio, poi dopo un settimo posto al Grand Slam di Tyumen' ed uno sfortunato Mondiale a Chelyabinsk, conclude la stagione con un secondo posto al Grand Prix di Qingdao.

### 2015-presente
Il 2015 non inizia nel verso giusto con due eliminazioni premature all'European Open di Sofia ed al Grand Prix di Düsseldorf. Ai Grand Prix di Tbilisi e Zagabria manca il podio per un soffio, ottenendo due volte il quinto posto finale. Non va meglio nemmeno agli European Games a Baku ed ai Mondiali ad Astana, dove viene eliminato in entrambe le occasioni al 3º turno.
Dopo tre eliminazioni consecutive al primo turno ai Grand Prix di L'Avana, Düsseldorf ed al Grand Slam di Parigi, all'African Open di Casablanca arriva un quinto posto finale, che non lo aiuta comunque a raggiungere la qualificazione olimpica, svanita dopo le eliminazioni al primo turno agli Europei di Kazan ed ai tornei di Baku e Almaty. L'11 giugno a Salsomaggiore Terme si impone nei Campionati Italiani Assoluti nella categoria 90 kg, conquistando il 5º titolo nazionale assoluto, il 2º in questa categoria.

## Palmarès
Europei
- Argento Tbilisi 2009 (cat 81 kg)

Giochi del Mediterraneo
- Bronzo Pescara 2009 (cat 81 kg)

Giochi mondiali militari
- Bronzo Hyderabad 2007 (cat 81 kg)

Campionati mondiali militari
- Oro Vinkovci 2006 (cat 81 kg)
- Bronzo Vinkovci 2006 (squadre)

## Campionati nazionali
- Bronzo 1 volta bronzo al campionato nazionale under 20 (1999)
- Argento 1 volta bronzo al campionato nazionale under 20 (2000)
- Oro 5 volte campione nazionale assoluto (2006-2007-2009-2010-2016)
- Oro 1 volte campione nazionale a squadre (2004)
- Bronzo 3 volte bronzo al campionato nazionale assoluto (2003-2004-2008)

## Manifestazioni internazionali
Tornei internazionali
- Oro Amburgo 2005
- Argento Lido di Roma 2005
- Oro Valencia 2005 (squadre)
- Argento Nabeul 2006
- Oro Valencia 2006 (squadre)
- Argento Tunisi 2006
- Bronzo Tbilisi 2006
- Bronzo Jeju 2006
- Oro Nabeul 2007
- Bronzo Lido di Roma 2007
- Argento Bucarest 2007
- Oro Birmingham 2007
- Oro Pechino 2007
- Bronzo Braunschweig 2008
- Oro Tallinn 2009
- Bronzo Vittorio Veneto 2009
- Bronzo Roma World Cup 2010
- Bronzo IJF Grand Prix Rotterdam 2010
- Oro World Cup San Salvador 2011
- Bronzo World Cup Baku 2011
- Argento Parigi Grand Slam 2012
- Oro Vittorio Veneto 2009
- Oro European Open Madrid 2014
- Argento Grand Prix Qingdao 2014

## Manifestazioni nazionali
Trofeo Tarcento
- Bronzo 2002

Coppa Italia
- Oro Ostia 2003

Tre Torri Tournament Corridonia
- Argento Corridonia 2002-2004

Tre Torri Tournament Corridonia
- Bronzo Corridonia 2003

Tre Torri Tournament Corridonia
- Oro Corridonia 2005-2006

## Riconoscimenti
Il 9 maggio del 2009 ha ricevuto il premio "Ercolano in...canto" dalla Pro Loco Hercvlanevm nel corso della serata finale dell'omonimo festival nazionale di cori scolastici, a seguito dell'argento agli Europei di Tbilisi.
Per lo storico risultato raggiunto nel 2012 (primo atleta della sua città a qualificarsi per un'Olimpiade) ha ricevuto una targa ricordo dal Forum dei Giovani di Ercolano.